# 8050 Beishida
8050 Beishida è un asteroide della fascia principale. Scoperto nel 1996, presenta un'orbita caratterizzata da un semiasse maggiore pari a 2,1337924 UA e da un'eccentricità di 0,1602757, inclinata di 1,85411° rispetto all'eclittica.